# Шур-Болаг (Марказі)
Шур-Болаг (перс. شوربلاغ) — село в Ірані, у дегестані Хошкруд, в Центральному бахші, шахрестані Зарандіє остану Марказі. За даними перепису 2006 року, його населення становило 26 осіб, що проживали у складі 5 сімей.

## Клімат
Середня річна температура становить 13,70°C, середня максимальна – 32,55°C, а середня мінімальна – -8,59°C. Середня річна кількість опадів – 254 мм.
| Клімат поселення                              | Клімат поселення | Клімат поселення | Клімат поселення | Клімат поселення | Клімат поселення | Клімат поселення | Клімат поселення | Клімат поселення | Клімат поселення | Клімат поселення | Клімат поселення | Клімат поселення | Клімат поселення |
| Показник                                      | Січ.             | Лют.             | Бер.             | Квіт.            | Трав.            | Черв.            | Лип.             | Серп.            | Вер.             | Жовт.            | Лист.            | Груд.            |                  |
| Середній максимум, °C                         | 8,84             | 10,53            | 15,66            | 22,27            | 26,60            | 31,73            | 32,55            | 31,58            | 27,70            | 21,72            | 15,09            | 8,87             |                  |
| Середня температура, °C                       | 0,12             | 1,81             | 6,93             | 13,55            | 17,88            | 23,00            | 26,49            | 25,52            | 21,63            | 15,66            | 9,02             | 2,80             |                  |
| Середній мінімум, °C                          | −8,59            | −6,91            | −1,78            | 4,84             | 9,16             | 14,29            | 20,42            | 19,46            | 15,56            | 9,58             | 2,94             | −3,28            |                  |
| Норма опадів, мм                              | 33               | 34               | 47               | 34               | 26               | 4                | 2                | 1                | 1                | 14               | 23               | 35               |                  |
| Середньомісячна швидкість вітру, м/с          | 1.47             | 2.05             | 3.03             | 3.34             | 2.79             | 2.73             | 2.78             | 2.68             | 2.33             | 2.30             | 1.97             | 1.64             |                  |
| Середньомісячна сонячна радіація, кДж/м²·день | 8872             | 11681            | 14161            | 17787            | 21929            | 25867            | 25701            | 23268            | 19652            | 14281            | 10574            | 8462             |                  |
| --------------------------------------------- | ---------------- | ---------------- | ---------------- | ---------------- | ---------------- | ---------------- | ---------------- | ---------------- | ---------------- | ---------------- | ---------------- | ---------------- | ---------------- |
| Джерело:                                      |                  |                  |                  |                  |                  |                  |                  |                  |                  |                  |                  |                  |                  |